# ألبرت غزال
ألبرت غزال (بالإنجليزية: Albert Gazal)‏ لاعب كرة قدم إسرائيلي متقاعد كان لاعبًا في نادي مكابي نتانيا. وهو أيضًا والد رافيد غزال (الذي لعب أيضًا مع مكابي نتانيا).